# Památník padlých bojovníků (Nikšić)
Památník padlých bojovníků (srbochorvatsky Spomenik palim borcima/Споменик палим борцима) se nachází v černohorském městě Nikšić, jižně od vrcholu Trebjesa, na ulici Vita Nikolića, před Novým hřbitovem. Brutalistický památník vznikl v roce 1987 podle návrhu architekta Ljubo Vojvodiće. U paty betonové skulptury se nachází pamětní desky se jmény 32 zastřelených místních bojovníků.

## Historie
V roce 1980 místní samospráva a vláda republiky Černá Hora zahájily přípravu vzpomínkového komplexu, který by se věnoval obětem druhé světové války a připomněl smrt 32 místních zajatců, kteří byli popraveni během italské okupace Černé Hory. Úkol byl svěřen místnímu architektovi Ljubovi Vojvodićovi. Komplex byl otevřen dne 17. září 1987, při výročí osvobození města Nikšiće od fašistické okupace. Během několika let před rozpadem SFRJ byl památník i jeho okolí cílem četných výletů a exkurzí, stejně jako tomu bylo v případě i dalších památníků, připomínajících padlé partyzány. Později však jeho význam poklesl; v druhé dekádě 21. století je betonová skulptura s výškou okolo dvaceti metrů častým útokem vandalů a ve špatném stavu. 